# Egypten i olympiska vinterspelen 1984
Egypten deltog med en deltagare vid de olympiska vinterspelen 1984 i Sarajevo. Landets deltagare erövrade ingen medalj.